# Braunschweiger Turn- und Sportverein Eintracht von 1895 2017-2018
Questa voce raccoglie le informazioni riguardanti lo  Braunschweiger Turn- und Sportverein Eintracht von 1895  nelle competizioni ufficiali della stagione calcistica 2017-2018.

## Stagione
Nella stagione 2017-2018 l'Eintracht Braunschweig, allenato da Torsten Lieberknecht, concluse il campionato di 2. Bundesliga al 17º posto. In coppa di Germania l'Eintracht Braunschweig fu eliminato al primo turno dall'Holstein Kiel.

## Rosa
| N. |                                 | Ruolo | Calciatore        |
| -- | ------------------------------- | ----- | ----------------- |
| 1  | Germania (bandiera)             | P     | Marcel Engelhardt |
| 16 | Bosnia ed Erzegovina (bandiera) | P     | Jasmin Fejzić     |
| 33 | Paesi Bassi (bandiera)          | P     | Eric Verstappen   |
| 4  | Svezia (bandiera)               | D     | Joseph Baffoe     |
| 14 | Germania (bandiera)             | D     | Robin Becker      |
| 2  | Germania (bandiera)             | D     | Steve Breitkreuz  |
| 27 | Germania (bandiera)             | D     | Niko Kijewski     |
| 17 | Germania (bandiera)             | D     | Steffen Nkansah   |
| 19 | Germania (bandiera)             | D     | Ken Reichel       |
| 24 | Germania (bandiera)             | D     | Maximilian Sauer  |
| 3  | Danimarca (bandiera)            | D     | Frederik Tingager |
| 5  | Norvegia (bandiera)             | D     | Gustav Valsvik    |
| 10 | Germania (bandiera)             | C     | Mirko Boland      |
| 36 | Turchia (bandiera)              | C     | Ahmet Canbaz      |
| 37 | Germania (bandiera)             | C     | Eros Dacaj        |

| N. |                         | Ruolo | Calciatore         |
| -- | ----------------------- | ----- | ------------------ |
| 11 | Germania (bandiera)     | C     | Jan Hochscheidt    |
| 22 | Svizzera (bandiera)     | C     | Salim Khelifi      |
| 6  | Germania (bandiera)     | C     | Quirin Moll        |
| 13 | Germania (bandiera)     | C     | Louis Samson       |
| 21 | Germania (bandiera)     | C     | Patrick Schönfeld  |
| 18 | Austria (bandiera)      | C     | Georg Teigl        |
| 30 | Germania (bandiera)     | C     | Hendrick Zuck      |
| 20 | Nigeria (bandiera)      | A     | Suleiman Abdullahi |
| 9  | Germania (bandiera)     | A     | Julius Biada       |
| 25 | Turchia (bandiera)      | A     | Onur Bulut         |
| 8  | Germania (bandiera)     | A     | Philipp Hofmann    |
| 12 | RD del Congo (bandiera) | A     | Dominick Kumbela   |
| 15 | Svezia (bandiera)       | A     | Christoffer Nyman  |
| 39 | Germania (bandiera)     | A     | Deniz Undav        |
| 7  | Germania (bandiera)     | A     | Özkan Yıldırım     |

## Organigramma societario
Area tecnica
- Allenatore: Torsten Lieberknecht
- Allenatore in seconda: Jürgen Rische, Darius Scholtysik
- Preparatore dei portieri: Alexander Kunze
- Preparatori atletici: Andreas Gross, Günter Jonczyk

## Risultati

### 2. Bundesliga

#### Girone di andata
| Arbitro: | Dingert |

|                         |           |                      |
| Sobottka 9’ Neuhaus 79’ | Marcatori | 35’ Baffoe 60’ Nyman |

| Arbitro: | Siebert |

|                              |           |  |
| Wittek 28’ (aut.) Boland 80’ | Marcatori |  |

| Arbitro: | Rohde |

|             |           |             |
| Khelifi 26’ | Marcatori | 24’ Nazarov |

| Arbitro: | Kampka |

|                    |           |               |
| Reichel 80’ (aut.) | Marcatori | 27’ Hernández |

| Arbitro: | Jablonski |

|            |           |               |
| Boland 48’ | Marcatori | 83’ Klingmann |

| Arbitro: | Storks |

|             |           |           |
| Hedlund 52’ | Marcatori | 62’ Nyman |

| Arbitro: | Jöllenbeck |

|                                  |           |  |
| Nyman 22’ Baffoe 28’ Kumbela 79’ | Marcatori |  |

| Arbitro: | Reichel |

|                           |           |            |
| Grüttner 47’ Nietfeld 77’ | Marcatori | 42’ Baffoe |

| Arbitro: | Gräfe |

|  |           |                         |
|  | Marcatori | 76’ Buchtmann 80’ Şahin |

| Duisburg 13 ottobre 2017, ore 18:30 10ª giornata | Duisburg  | 0 – 0 referto | Eintracht Braunschweig | Schauinsland-Reisen-Arena (13.855 spett.)\| Arbitro: \| Koslowski \| |
| Arbitro:                                         | Koslowski |               |                        |                                                                      |

| Arbitro: | Thomsen |

|             |           |  |
| Yıldırım 7’ | Marcatori |  |

| Arbitro: | Jöllenbeck |

|            |           |             |
| Möschl 12’ | Marcatori | 60’ Valsvik |

| Arbitro: | Alt |

|                              |           |                          |
| Sulu 8’ (aut.) Schönfeld 90’ | Marcatori | 30’ Mehlem 52’ Kamavuaka |

| Arbitro: | Waschitzki |

|                      |           |                               |
| Schütz 7’ Putaro 90’ | Marcatori | 56’ Abdullahi 64’ Hochscheidt |

| Arbitro: | Storks |

|                           |           |                            |
| Khelifi 38’ Abdullahi 64’ | Marcatori | 36’ Behrens 69’, 83’ Ishak |

| Arbitro: | Kampka |

|  |           |                        |
|  | Marcatori | 65’ Abdullahi 76’ Zuck |

| Braunschweig 8 dicembre 2017, ore 18:30 17ª giornata | Eintracht Braunschweig | 0 – 0 referto | Holstein Kiel | Eintracht-Stadion (21.075 spett.)\| Arbitro: \| Kempkes \| |
| Arbitro:                                             | Kempkes                |               |               |                                                            |

#### Girone di ritorno
| Arbitro: | Alt |

|  |           |           |
|  | Marcatori | 9’ Lovren |

| Arbitro: | Schlager |

|                        |           |  |
| Thomalla 48’ Pusch 83’ | Marcatori |  |

| Arbitro: | Günsch |

|           |           |                                |
| Köpke 12’ | Marcatori | 13’, 71’ Abdullahi 35’ Kumbela |

| Arbitro: | Sather |

|               |           |                 |
| Abdullahi 72’ | Marcatori | 5’, 35’ Spalvis |

| Sandhausen 11 febbraio 2018, ore 13:30 22ª giornata | Sandhausen | 0 – 0 referto | Eintracht Braunschweig | Hardtwaldstadion (4.381 spett.)\| Arbitro: \| Dingert \| |
| Arbitro:                                            | Dingert    |               |                        |                                                          |

| Arbitro: | Kempkes |

|             |           |  |
| Reichel 16’ | Marcatori |  |

| Arbitro: | Jöllenbeck |

|                     |           |             |
| Narey 21’ Ernst 79’ | Marcatori | 45’ Kumbela |

| Arbitro: | Rohde |

|                           |           |                  |
| Nyman 36’ Hochscheidt 61’ | Marcatori | 85’ (rig.) Knoll |

| Amburgo 10 marzo 2018, ore 13:00 26ª giornata | St. Pauli | 0 – 0 referto | Eintracht Braunschweig | Millerntor-Stadion (29.546 spett.)\| Arbitro: \| Schmidt \| |
| Arbitro:                                      | Schmidt   |               |                        |                                                             |

| Arbitro: | Koslowski |

|                                      |           |                              |
| Nyman 18’ Tingager 20’ Abdullahi 40’ | Marcatori | 69’ Wolze 83’ (aut.) Valsvik |

| Arbitro: | Welz |

|                     |           |  |
| Hinterseer 24’, 82’ | Marcatori |  |

| Arbitro: | Jablonski |

|             |           |             |
| Hofmann 23’ | Marcatori | 8’ Duljević |

| Arbitro: | Hartmann |

|                  |           |                      |
| Kempe 73’ (rig.) | Marcatori | 39’ (aut.) Medojević |

| Braunschweig 20 aprile 2018, ore 18:30 31ª giornata | Eintracht Braunschweig | 0 – 0 referto | Arminia Bielefeld | Eintracht-Stadion (22.285 spett.)\| Arbitro: \| Sather \| |
| Arbitro:                                            | Sather                 |               |                   |                                                           |

| Arbitro: | Zwayer |

|                        |           |  |
| Petrák 44’ Möhwald 48’ | Marcatori |  |

| Arbitro: | Petersen |

|  |           |                           |
|  | Marcatori | 56’ Leipertz 67’ Kutschke |

| Arbitro: | Welz |

|                                                    |           |                            |
| Seydel 16’ Lewerenz 22’, 30’, 57’, 60’ Czichos 33’ | Marcatori | 6’ Hochscheidt 19’ Reichel |

### Coppa di Germania
| Arbitro: | Winkmann |

|                                |           |           |
| Drexler 71’ (rig.) Ducksch 78’ | Marcatori | 48’ Nyman |

## Statistiche

### Statistiche di squadra
| Competizione      | Punti | In casa | In casa | In casa | In casa | In casa | In casa | In trasferta | In trasferta | In trasferta | In trasferta | In trasferta | In trasferta | Totale | Totale | Totale | Totale | Totale | Totale | DR |
| Competizione      | Punti | G       | V       | N       | P       | Gf      | Gs      | G            | V            | N            | P            | Gf           | Gs           | G      | V      | N      | P      | Gf     | Gs     | DR |
| ----------------- | ----- | ------- | ------- | ------- | ------- | ------- | ------- | ------------ | ------------ | ------------ | ------------ | ------------ | ------------ | ------ | ------ | ------ | ------ | ------ | ------ | -- |
| 2. Bundesliga     | 39    | 17      | 6       | 6       | 5       | 20      | 18      | 17           | 2            | 9            | 6            | 17           | 25           | 34     | 8      | 15     | 11     | 37     | 43     | -6 |
| Coppa di Germania | -     | 0       | 0       | 0       | 0       | 0       | 0       | 1            | 0            | 0            | 1            | 1            | 2            | 1      | 0      | 0      | 1      | 1      | 2      | -1 |
| Totale            | -     | 17      | 6       | 6       | 5       | 20      | 18      | 18           | 2            | 9            | 7            | 18           | 27           | 35     | 8      | 15     | 12     | 38     | 45     | -7 |

### Andamento in campionato
| Giornata  | 1 | 2 | 3 | 4 | 5 | 6 | 7 | 8  | 9  | 10 | 11 | 12 | 13 | 14 | 15 | 16 | 17 | 18 | 19 | 20 | 21 | 22 | 23 | 24 | 25 | 26 | 27 | 28 | 29 | 30 | 31 | 32 | 33 | 34 |
| --------- | - | - | - | - | - | - | - | -- | -- | -- | -- | -- | -- | -- | -- | -- | -- | -- | -- | -- | -- | -- | -- | -- | -- | -- | -- | -- | -- | -- | -- | -- | -- | -- |
| Luogo     | T | C | C | T | C | T | C | T  | C  | T  | C  | T  | C  | T  | C  | T  | C  | C  | T  | T  | C  | T  | C  | T  | C  | T  | C  | T  | C  | T  | C  | T  | C  | T  |
| Risultato | N | V | N | N | N | N | V | P  | P  | N  | V  | N  | N  | N  | P  | V  | N  | P  | P  | V  | P  | N  | V  | P  | V  | N  | V  | P  | N  | N  | N  | P  | P  | P  |
| Posizione | 8 | 4 | 7 | 9 | 9 | 9 | 8 | 10 | 11 | 12 | 9  | 10 | 10 | 10 | 12 | 9  | 11 | 14 | 15 | 12 | 13 | 12 | 12 | 13 | 12 | 13 | 9  | 12 | 12 | 11 | 12 | 14 | 16 | 17 |

Legenda:

Luogo: C = Casa; T = Trasferta. Risultato: V = Vittoria; N = Pareggio; P = Sconfitta.

### Statistiche dei giocatori
| Giocatore      | 2. Bundesliga | 2. Bundesliga | 2. Bundesliga | 2. Bundesliga | Coppa di Germania | Coppa di Germania | Coppa di Germania | Coppa di Germania | Totale   | Totale | Totale      | Totale     |
| Giocatore      | Presenze      | Reti          | Ammonizioni   | Espulsioni    | Presenze          | Reti              | Ammonizioni       | Espulsioni        | Presenze | Reti   | Ammonizioni | Espulsioni |
| -------------- | ------------- | ------------- | ------------- | ------------- | ----------------- | ----------------- | ----------------- | ----------------- | -------- | ------ | ----------- | ---------- |
| M. Engelhardt  | 1             | 0             | 0             | 0             | -                 | -                 | -                 | -                 | 1        | 0      | 0           | 0          |
| J. Fejzić      | 34            | 0             | 4             | 0             | 1                 | 0                 | 0                 | 0                 | 35       | 0      | 4           | 0          |
| E. Verstappen  | -             | -             | -             | -             | -                 | -                 | -                 | -                 | -        | -      | -           | -          |
| J. Baffoe      | 11            | 3             | 1             | 0             | 1                 | 0                 | 0                 | 1                 | 12       | 3      | 1           | 1          |
| R. Becker      | 15            | 0             | 2             | 0             | -                 | -                 | -                 | -                 | 15       | 0      | 2           | 0          |
| S. Breitkreuz  | 15            | 0             | 3             | 0             | 1                 | 0                 | 0                 | 0                 | 16       | 0      | 3           | 0          |
| N. Kijewski    | 12            | 0             | 0             | 0             | -                 | -                 | -                 | -                 | 12       | 0      | 0           | 0          |
| S. Nkansah     | 7             | 0             | 1             | 0             | -                 | -                 | -                 | -                 | 7        | 0      | 1           | 0          |
| K. Reichel     | 30            | 2             | 8             | 0             | 1                 | 0                 | 0                 | 0                 | 31       | 2      | 8           | 0          |
| M. Sauer       | 13            | 0             | 3             | 1             | 1                 | 0                 | 0                 | 0                 | 14       | 0      | 3           | 1          |
| F. Tingager    | 14            | 1             | 1             | 0             | -                 | -                 | -                 | -                 | 14       | 1      | 1           | 0          |
| G. Valsvik     | 34            | 1             | 5             | 0             | 1                 | 0                 | 0                 | 0                 | 35       | 1      | 5           | 0          |
| M. Boland      | 19            | 2             | 3             | 1             | 1                 | 0                 | 0                 | 0                 | 20       | 2      | 3           | 1          |
| A. Canbaz      | 2             | 0             | 0             | 0             | -                 | -                 | -                 | -                 | 2        | 0      | 0           | 0          |
| E. Dacaj       | 2             | 0             | 0             | 0             | -                 | -                 | -                 | -                 | 2        | 0      | 0           | 0          |
| J. Hochscheidt | 29            | 3             | 4             | 0             | 1                 | 0                 | 0                 | 0                 | 30       | 3      | 4           | 0          |
| S. Khelifi     | 19            | 2             | 1             | 1             | -                 | -                 | -                 | -                 | 19       | 2      | 1           | 1          |
| Q. Moll        | 19            | 0             | 2             | 1             | 1                 | 0                 | 0                 | 0                 | 20       | 0      | 2           | 1          |
| L. Samson      | 19            | 0             | 3             | 0             | 1                 | 0                 | 1                 | 0                 | 20       | 0      | 4           | 0          |
| P. Schönfeld   | 12            | 1             | 1             | 0             | -                 | -                 | -                 | -                 | 12       | 1      | 1           | 0          |
| G. Teigl       | 14            | 0             | 4             | 0             | -                 | -                 | -                 | -                 | 14       | 0      | 4           | 0          |
| H. Zuck        | 17            | 1             | 6             | 0             | 1                 | 0                 | 0                 | 0                 | 18       | 1      | 6           | 0          |
| S. Abdullahi   | 28            | 7             | 3             | 0             | 1                 | 0                 | 0                 | 0                 | 29       | 7      | 3           | 0          |
| J. Biada       | 10            | 0             | 1             | 0             | -                 | -                 | -                 | -                 | 10       | 0      | 1           | 0          |
| O. Bulut       | 9             | 0             | 2             | 0             | -                 | -                 | -                 | -                 | 9        | 0      | 2           | 0          |
| P. Hofmann     | 12            | 1             | 5             | 0             | -                 | -                 | -                 | -                 | 12       | 1      | 5           | 0          |
| D. Kumbela     | 22            | 3             | 1             | 0             | -                 | -                 | -                 | -                 | 22       | 3      | 1           | 0          |
| C. Nyman       | 18            | 5             | 2             | 0             | 1                 | 1                 | 0                 | 0                 | 19       | 6      | 2           | 0          |
| D. Undav       | -             | -             | -             | -             | -                 | -                 | -                 | -                 | -        | -      | -           | -          |
| Ö. Yıldırım    | 17            | 1             | 3             | 0             | -                 | -                 | -                 | -                 | 17       | 1      | 3           | 0          |
| O. Hernández   | 17            | 1             | 1             | 0             | 1                 | 0                 | 0                 | 0                 | 18       | 1      | 1           | 0          |
| P. Tietz       | 2             | 0             | 0             | 0             | -                 | -                 | -                 | -                 | 2        | 0      | 0           | 0          |